# Son Seals
Frank Seals, plus connu sous le nom de Son Seals, né le 13 août 1942 Osceola dans l'Arkansas et mort le 20 décembre 2004 à Chicago dans l'Illinois, est un chanteur et guitariste américain de blues.

## Biographie

### Jeunesse
Le père de Son Seals tient le Dipsy Doodle Club, un juke joint d'Osceola, où se produisent des musiciens de blues tels Albert King et Sonny Boy Williamson I. Seals père joue de plusieurs instruments et a accompagné Bessie Smith et Ma Rainey dans la troupe des Rabbit Foot Minstrels durant les années 1920,.
Le jeune Frank débute dans la musique en tant que batteur à l'âge de 13 ans, il joue notamment pour Robert Nighthawk, avant d'adopter la guitare. Il fonde The Upsetters en 1959, le groupe se produit dans les États environnants,.

### Carrière
Seals joue dans les clubs de Chicago durant les années 1960, notamment au sein des groupes de Earl Hooker et Albert King,. Il figure sur l'album Live Wire/Blues Power de King, enregistré au Fillmore de San Francisco.
À la mort de son père, en 1971, le guitariste s'installe à Chicago. Il accompagne régulièrement de nombreux musiciens, notamment Otis Rush, Muddy Waters ou encore Buddy Guy. Il est engagé par l'Expressway Lounge et grâce à ses prestations scéniques est repéré par Bruce Iglauer (en). Seals décroche un contrat discographique avec son label Alligator Records. Le premier album de Son Seal, The Son Seals Blues Band, sort en 1973,. Enregistré durant deux sessions nocturnes, il est joué en direct, sans effets de studio.
Par la suite Seal se produit à travers l'Amérique du nord, donnant une centaine de concerts par an dans les clubs et les festivals. Il joue également en Europe, accompagné d'un groupe composé de musiciens chevronnés de la scène blues de Chicago. Il se produit notamment à Londres avec B. B. King et au Nancy Jazz Pulsations. En 1978, l'album Live and Burning est enregistré sur la scène du Wise Fool's Pub. Il utilise une section de cuivres sur son 3e album studio, Chicago Fire, qui contient une reprise du morceau I'm not Tired de Steve Cropper et Wilson Pickett.
Après s'être concentré sur la scène durant la seconde moitié des années 1980, Seals retourne en studio en 1991 avec l'album Living in the Danger Zone dont le son est étoffé par de nouveaux instruments, saxophone ténor, flûte et harmonica. Le second album live de Son Sears, intitulé Spontaneous Combustion, est enregistré en 1996 au Legend's, le club ouvert par Buddy Guy à Chicago. Il contient notamment une reprise de Tampa Red. Son dernier album studio, Lettin' Go, est édité par Telarc en 2000. Parmi les musiciens invités figurent Al Kooper, Trey Anastasio, le guitariste de Phish, et Jimmy Vivino (en) dont un titre figure sur l'album.

## Influences et style musical
Durant sa jeunesse, Son Seals est inspiré par les bluesmen qui se produisent dans l'établissement tenu par son père à Osceola. Il apprécie également Count Basie et la musique des big bands.
Il est connu comme un musicien à la voix rauque et au son de guitare tranchant. Bruce Iglauer (en), qui a produit huit de ses albums, le décrit comme un bluesman « pur jus » (« Son was a bluesman through and through »), n'essayant jamais d'adoucir les aspects rugueux de sa musique ou de sa voix.
Pour le magazine musical Guitar Player (en), son style se situe entre celui des musiciens traditionalistes inspirés par le delta blues et celui des « modernes » pratiquant le blues rock. Seals dit avoir bénéficié d'une plus grande liberté artistique sur son dernier album studio, Lettin' Go. Il y intègre des éléments issus de genres différents, comme le rock et le country and western.
Son Seals possède de nombreuses guitares. En 2000, il dit utiliser fréquemment sa Starfire V, une guitare électrique de marque Guild. Il l'utilise sans effets, branchée sur un amplificateur Fender Blues DeVille 212.

## Récompenses
Son Seals est récompensé aux W. C. Handy Blues Awards en 1985, 1987 et 2001. Il entre au Blues Hall of Fame en 2009.

## Vie personnelle
Son Seals divorce après que sa femme lui eut tiré une balle dans la mâchoire en 1997. Il est amputé d'une partie de la jambe gauche en 1999 à la suite de complications dues au diabète.

## Discographie

### Albums studio
- The Son Seals Blues Band (Alligator, 1973)
- Midnight Son (Alligator, 1976)
- Chicago Fire (Alligator, 1980)
- Bad Axe (Alligator, 1984)
- Living in the Danger Zone (Alligator, 1991)
- Nothing but the Truth (Alligator, 1994)
- Lettin' Go (Telarc, 2000)

### En concert
- Live and Burning (Alligator, 1978)
- Live - Spontaneous Combustion (Alligator, 1996)

### Compilations
- Deluxe Edition (Alligator, 2002)